# 石牌 (臺北市)
石牌，源自臺語的石牌仔（白話字：Chio̍h-pâi-á），為臺北市北投區的一個地名。日治時期設有石牌庄、石牌大字。今設有石牌次分區。

## 名稱由來
在清代以前，石牌地區原為臺灣原住民凱達格蘭族的居住範圍，在雍正、乾隆年間，漢人陸續來此地開墾，因雙方時常發生爭端，於清乾隆十至十三年間（西元1745年－1748年），淡水廳同知曾曰瑛為避免爭端並確定雙方界限，立多處石碑於交界處，其中一處石碑即為現石牌地名的由來，該碑文的內容為「奉憲分府曾批斷東勢田南勢园歸番管業界」，後移置二二八和平紀念公園。另一座礦溪庄漢番界碑原位於現北投區永和里，於1935年移至石牌派出所圍牆內，因派出所改建於西元1999年移至臺北捷運淡水線石牌站站前廣場，據稱此位置較靠近原址。

## 地理
日治時期的行政區石牌大約包含了現今石牌、文林、榮華、振華、裕民、福興、榮光、建民等8里，北與唭里岸以石牌路為界，東以磺溪與士林區天母為鄰。
臺北市現行的石牌次分區除傳統石牌地區外，還併入了原屬唭里岸磺溪庄的永欣、永和2里及原屬洲尾的洲美里。
今日許多周圍地區也常以石牌為名，例如石牌路周邊，位於唭哩岸次分區的石牌國小、北投石牌郵局。

## 歷史

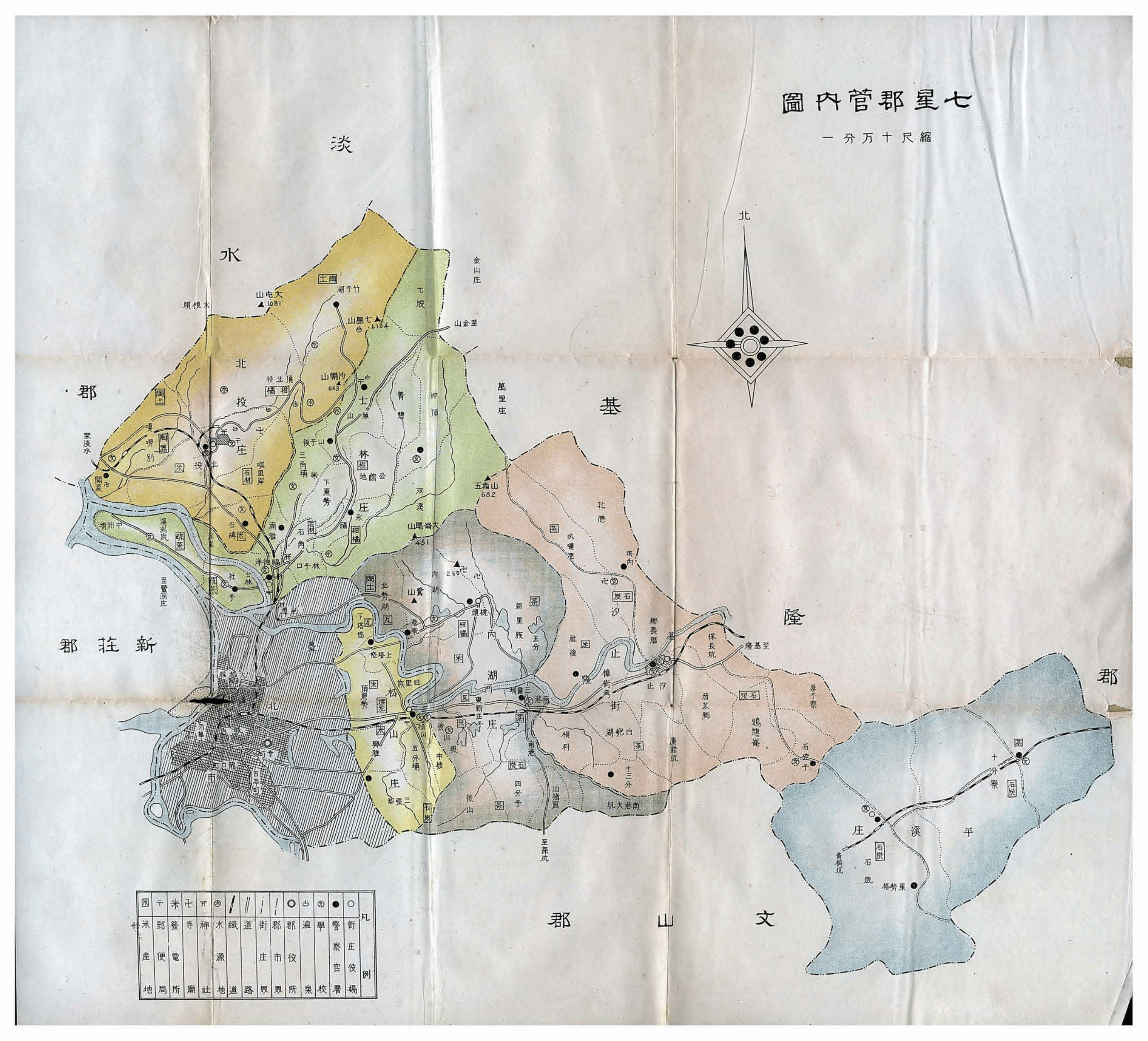
1932年的石牌，位於臺北市周圍的行政區七星郡北投庄。

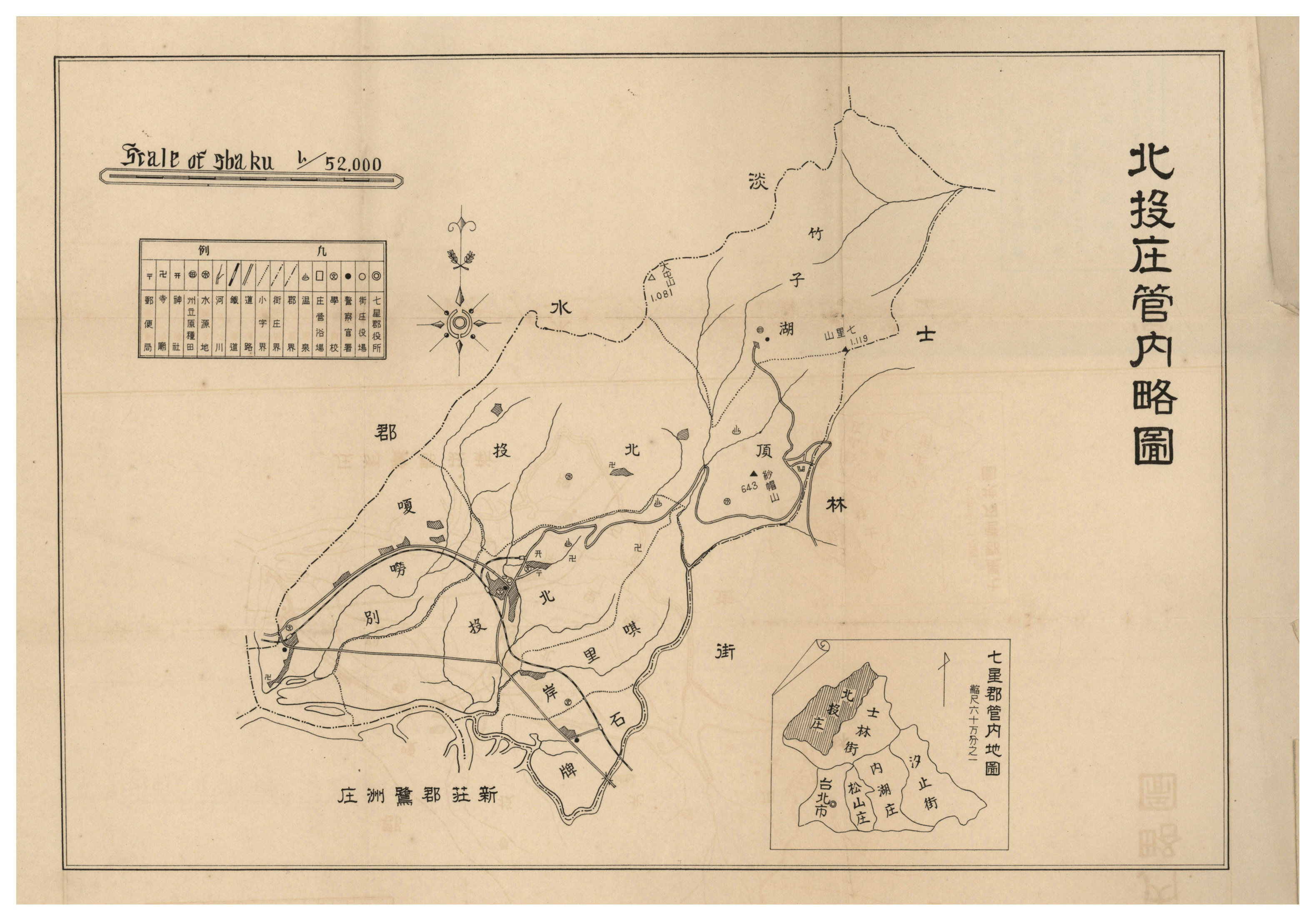
1934年北投庄中的石牌。

### 史前時期
依典籍及人文地理生物研究，石牌地區為臺北盆地東北邊坡上凱達格蘭的傳統生存區域。

### 社群時期
石牌地區為臺北盆地東北邊坡上凱達格蘭的傳統生存區域。
依西班牙，荷蘭，清朝，日本文獻，對照太平洋海島民族之研究，凱達格蘭人為傳統世居北臺灣之民族，有自己的文明系統，繁榮興盛與
敗落毀壞之循環不知凡幾，外族異國之入侵交流亦不知起訖為何。

### 清治時期
隨著1697郁永河所記錄的地震下陷大湖區的逐漸淤積，這些陷落水底的文明與田產，凱達格蘭人民尚未重新墾伐之處，被當作無主之地，
引來了清國漳州移民的入墾。於是糾紛日盛。沿著水邊，漳州移民與凱達格蘭人逐漸由衝突與合作中形成起了漢化的凱達格蘭庄頭如板
橋港阿嘴（今江子翠），鷺洲（今蘆洲）社子島，芝蘭城堡(一說為凱達格蘭人引用西洋詞彙 Chinatown 回翻譯成漳洲語)（原芝山岩下老士林），石牌庄，唭里岸社等等。於是乃有清乾隆十至十三年間（西元1745年—1748年）
，淡水廳同知曾曰瑛為避免爭端並確定雙方界限，設立漢番界碑。
繼之，泉州人亦想入墾北臺灣，乃有漳泉械鬥日後之事。甚至於西元1859年造成芝蘭城堡老士林被全城火焚毀滅，今之舊士林，新士林，則又是隨著
水退重墾而興盛的區域。如今隔著承德路的大片洲美區域，原屬板橋林本源家系的被放領地，也逐漸開發而遠離農作的田野型態。
漳泉械鬥的遺緒，也是石牌士林內湖等漳州區域，向來不通於新莊艋舺等泉州勢力範圍的基本原因。
一個臺北，漳泉史觀不同，何況本省外省，乃至凱達格蘭的原民史觀之巨大差異。

### 日治時期
日治前期石牌地區為一街庄，稱為「石牌庄」，隸屬於芝蘭二堡。該庄北與唭里岸為鄰，東邊隔著磺溪與三角埔、湳雅相鄰，南邊與福德洋以外雙溪為界，西邊與洲尾相隔五分港溪。
1901年淡水線鐵路通車，1915年設立唭里岸站（1955年3月1日改名為石牌車站）。
1920年行政區劃調整，當地屬臺北州七星郡北投庄石牌大字。

### 戰後
石牌改屬陽明山管理局北投鎮，1967年臺北市升格直轄市，石牌隨北投鎮被劃入臺北市。
1988年7月16日，淡水線鐵路停駛改建為捷運，臺鐵石牌車站拆除。
1997年3月28日，捷運石牌站隨淡水線通車啟用。
現在石牌地區為一人口密集之住宅區，生活機能完整。

## 特色

### 自強市場
石牌自強市場座落於捷運明德站跟捷運石牌站之間的自強街三角廣場。
地理上，此處便是原自強街頂端北淡火車石牌站前的傳統商業市集。也可說是相當於
把火車石牌站拆了後，向左右挪移成捷運明德站與捷運石牌站。但是人口消費習慣卻仍維持著，
所以自強市場仍然是扮演傳統菜市場的中心角色。
內行的石牌地區觀光，是必然要利用早晨來此一遊，把自強街走一趟，看遍老廟\石牌派出所\石牌公車站\自強市場\舊火車站遺址。

### 商城
商城商圈範圍大致上為石牌路二段與裕民六路之間。商圈內的商家聚集係因為石牌綜合市場而興起，石牌綜合市場建於民國60年間，由前陽明山管理局核准獎勵投資中國房屋興建之私有市場；石牌綜合市場當地人慣稱「商城」，商城內有戲院、電動玩具間等商家，而商城外頭周遭則有許多美食小吃，十分熱鬧,在當時讓石牌地區民眾看電影時，有了遠去士林、北投之外的選擇；但在2006年，綜合市場因地主換了新東家，而爆發百名攤販與舊地主中國房屋抗爭的場面，新地主將原市場之土地改建成停車場。雖然市場消失了，原市場周邊還是石牌人重要的生活區域。

### 耶誕巷
在台北市北投區石牌路一段71巷15弄一帶，每到耶誕季節，家家戶戶就會掛起五彩的耶誕燈飾與擺出別出心裁的園藝盆栽，將整條巷子妝點的絢爛非凡，「耶誕巷」的名號不逕而走。同時配合每年一個主要的木製作品展示及活動表演，吸引許多民眾與遊客慕名而來。

## 醫院
- 臺北榮民總醫院
- 振興醫院

## 學校
- 臺北市立石牌國民小學（唭哩岸次分區）
- 臺北市立文林國民小學
- 臺北市立明德國民小學
- 臺北市立石牌國民中學（唭哩岸次分區）
- 臺北市立明德國民中學
- 臺北市私立奎山實驗高級中學
- 臺北市立中正高級中學
- 國立臺北護理健康大學
- 國立陽明交通大學（唭哩岸次分區）

## 宗教建築
- 石牌福星宮
- 石牌褔佑宮
- 石牌玄帝宮
- 石牌鳳凰宮
- 石牌北巡宮
- 石牌青聖宮
- 石牌聖雲宮
- 石牌汾陽宮
- 石牌聖合宮
- 石牌玉龍宮
- 石牌指北宮
- 石牌長老教會

## 交通

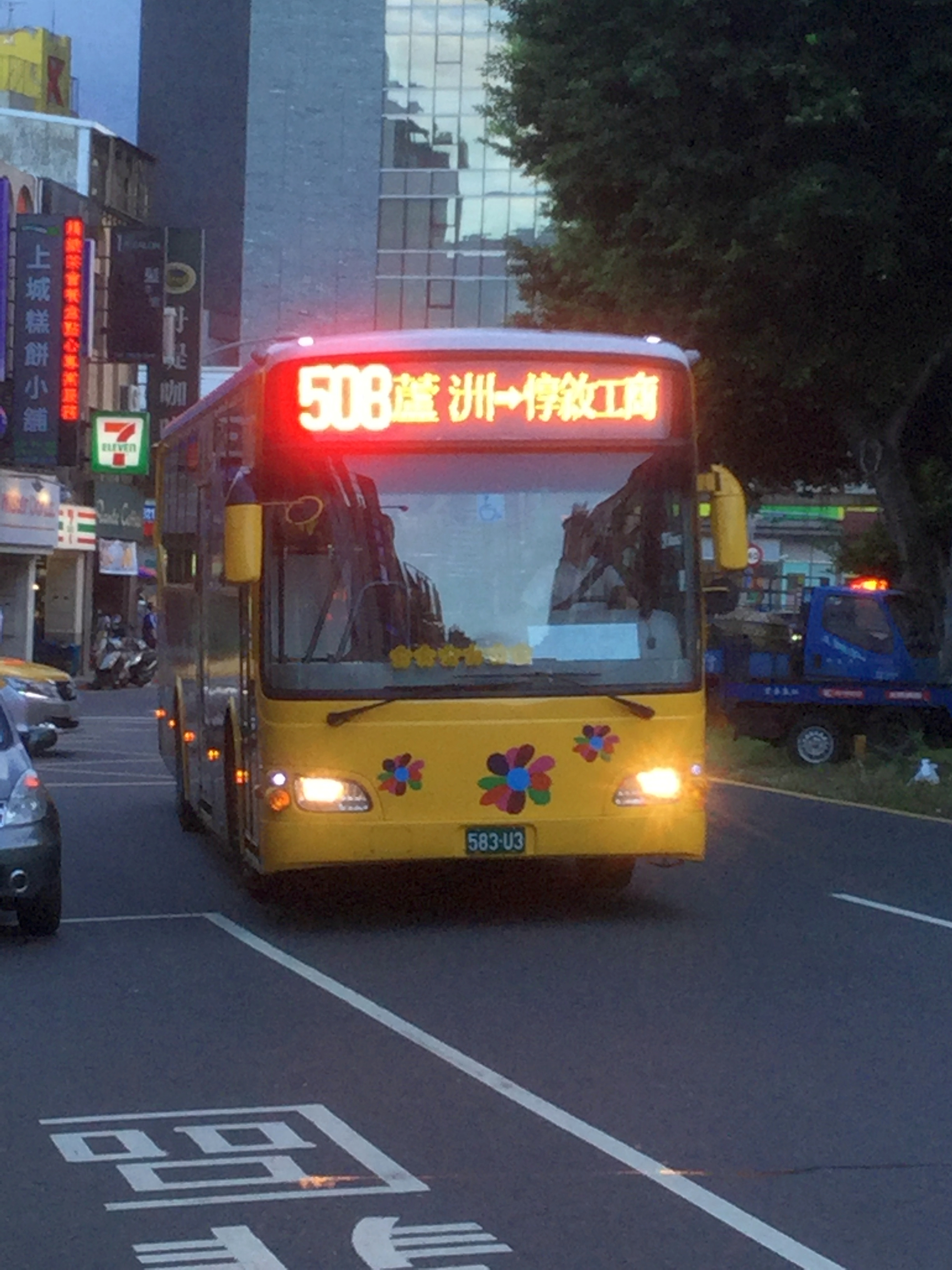
聯営公車508路於石牌路二段總合市場站

### 公車
讓我們以當時人們的需求來組織，便可輕鬆回復許多歷史回憶。傳統公車路線便是一個。
以天母─石牌─士林：224、277、288、290、重慶幹線（原601）。對照比較其他行經北投、天母，石牌，士林等四
庄社之公車路線，如：216、217、218、223、302、308等等，便能理解，昔時公車路線，必須盡可能地
穿越過或接近最熱鬧繁忙的地方並設站，才能方便人們的生活。所以，士林慈誠宮街市中心雖已夠擁擠，公車巴士
仍必須開入文林路沿著熱鬧的街市邊設站上下客，才符合人們的需要，自己也才能營運生存。
所以，石牌公車站也設於自強街文林北路口的大廟廣場前。「台北第一街」─立農街裡的唭哩岸慈生宮周邊則人口太稠密，古街道狹小，
公車站只能沿著原百齡路（今承德路）設立「吉利街口站」。

### 捷運
- 淡水線明德站
- 淡水線石牌站

### 主要公路
- 承德路六段
- 文林北路
- 石牌路一、二段
- 明德路
- 致遠一路
- 西安街
- 東華街
- 行義路

### 公共自行車
- 台北市公共自行車租賃系統捷運明德站
- 台北市公共自行車租賃系統捷運石牌站[2號出口]
- 台北市公共自行車租賃系統台北護理健康大學站
- 台北市公共自行車租賃系統北投運動中心站（唭哩岸次分區）

### 停車場
- 石牌國小地下停車場（唭哩岸次分區）
- 立農公園地下停車場（唭哩岸次分區）

## 名人
- 張菲
- 陳詩欣
- 鍾欣愉
- 翁滋蔓
- 陳信宏
- 曾沛慈
- 王傳一
- 許孟哲
- 蔡阿嘎